# زیسو پیتس
زِیسو پیتس (انگلیسی: ZaSu Pitts; ۳ ژانویهٔ ۱۸۹۴ – ۷ ژوئن ۱۹۶۳) بازیگر اهل ایالات متحده آمریکا بود.

## گزیدهٔ فیلم‌شناسی
- دنیای دیوانه، دیوانه، دیوانه، دیوانه (۱۹۶۳)
- ممکن بود آن شب باشد (۱۹۵۷)
- زندگی با پدر (۱۹۴۷)
- راگلزهای رد گپ (۱۹۳۵)
- پرندگان عشق (۱۹۳۴)
- مرا ستاره کن (۱۹۳۲)
- حلقه خلاف‌کاران (۱۹۳۲)
- گاردزمن (۱۹۳۱)
- در جبهه غرب خبری نیست (۱۹۳۰)
- تعطیلی شیطان (۱۹۳۰)
- طمع (۱۹۲۴)
- جان فروشی (۱۹۲۳)